# 모아초등학교
모아초등학교는 대한민국 경상북도 경주시에 있는 공립 초등학교이다.

## 학교 연혁
- 1949년 12월 1일 : 모아국민학교 개교

## 참고 자료
- 모아초등학교 - 한국교육학술정보원 학교알리미